# Sasaki Sadatsuna

Sasaki Sadatsuna. Foi um Kugyō (nobre) do período Heian da história do Japão. Foi também um Bushō (Comandante Militar). Foi o filho mais velho de Sasaki Hideyoshi .
Por seu pai apoiar Minamoto no Yoshitomo na Rebelião Heiji foi exilado com seus irmãos pelos Taira. Durante vinte anos, Hideyoshi e seus filhos, incluindo Sadatsuma, ficaram sob os cuidados de Shibuya Shigekuni na província oriental de Sagami. Durante este período, eles cresceram perto de Minamoto no Yoritomo em Izu, posteriormente, tornaram-se seus fiéis seguidores. Na esteira da vitória de Minamoto na Guerra Genpei (1180-1185), Sadatsuna e seus irmãos foram nomeados Shugo em várias províncias da região . 
Em 1191 ocorreu uma disputa violenta sobre pagamentos de taxas, de um lado Sadatsuma e seu filho Sadashige  e do outro os Sōhei de Enryaku-ji. Os Sōhei foram mortos quando visitavam o Shōen . Inicialmente, Yoritomo apoiou seus vassalos. Mas, Enryaku-ji queria uma vingança pelo acontecido com seus Sōhei, fazendo uma pressão política em Quioto e em Kamakura para que os assassinos fossem mortos. Então Yoritomo se rendeu aos fatos e permitiu o exílio de Sadatsuna para a Província de Satsuma e a execução de Sadashige. O mais provável é que temesse que a contínua desordem em Quioto fosse agigantada com a oposição unificada de todos os templos armados se ele optasse a se opor a Enryaku-ji 
Mas logo em 1193 foi perdoado e teve todos os seus cargos e terras devolvidos .
| Precedido por Sasaki Hideyoshi | -- 6º Líder do Clã Sasaki 1112 - 1142    | Sucedido por Sasaki Hirotsuna |
| Precedido por Ninguém          | 1º Shugo da Província de Ōmi 1187 - 1205 | Sucedido por Sasaki Hirotsuna |
| Precedido por Ninguém          | 1º Shugo da Província de Oki 1193 - 1205 | Sucedido por Sasaki Yoshikiyo |